# Fritz Hinderer

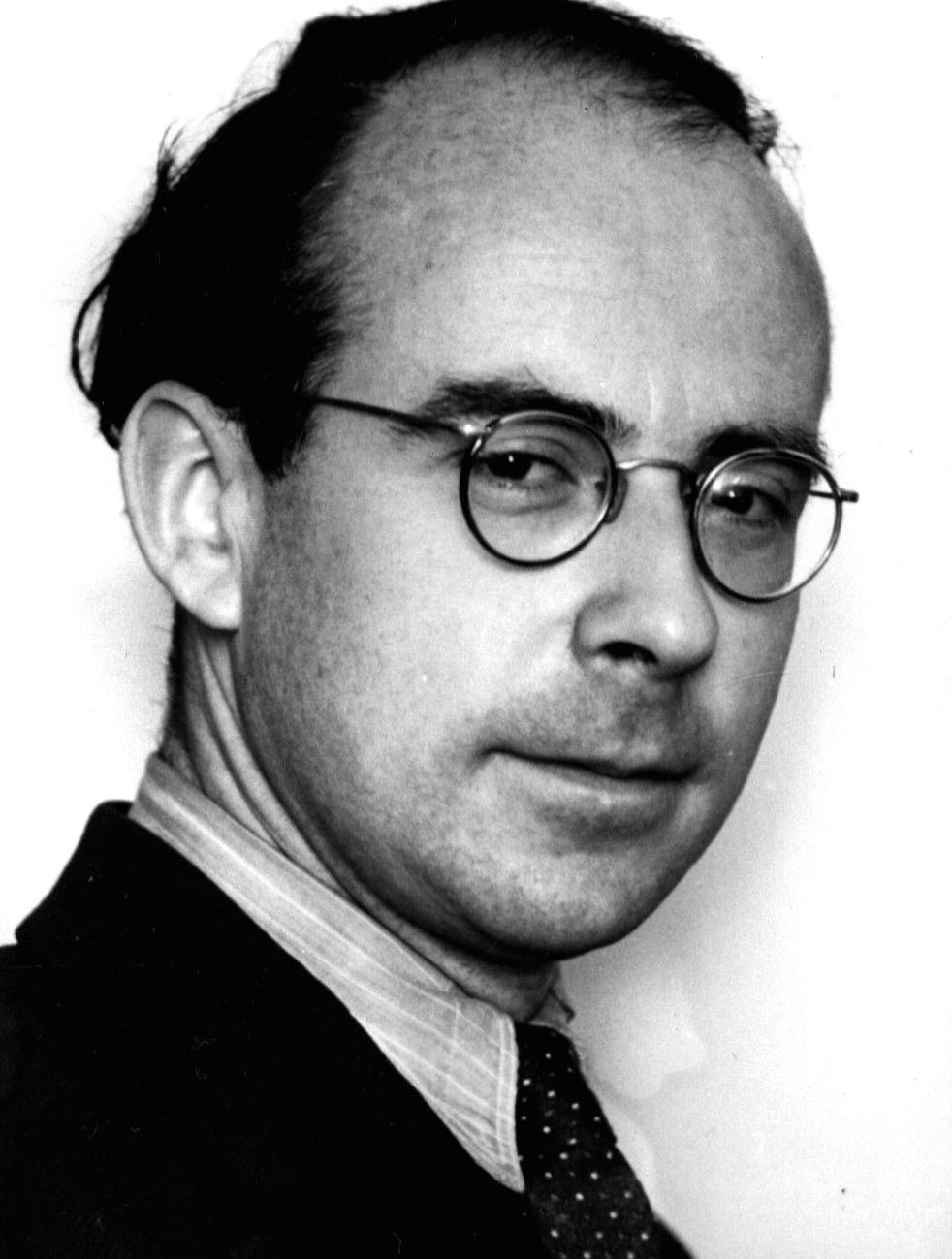
Fritz Hinderer

Fritz Hinderer (* 24. September 1912 in Stuttgart; † 22. August 1991 in Berlin-Steglitz) war ein deutscher Astronom und Astrophysiker. Sein Fachgebiet war die Erforschung veränderlicher Sterne.

## Leben
Fritz Hinderer wurde als Sohn des evangelischen Theologen August Hinderer geboren. Nachdem die Familie im März 1918 nach Berlin gezogen war, lebte und arbeitete er bis zu seinem Tod in Berlin und Brandenburg. Nach dem Abitur am Gymnasium Steglitz studierte Fritz Hinderer an der Friedrich-Wilhelms-Universität Naturwissenschaften mit astronomischem Schwerpunkt.
Nach seinem Vorexamen führte er 1934 als Freiwilliger an der Berliner Sternwarte in Babelsberg Sternbeobachtungen für den Toepferschen Zonenkatalog durch. Im Folgejahr untersuchte er für seine Studienarbeit mit dem dortigen Zeiss-Astrographen die Lichtspektren vom veränderlichen Stern R Coronae Borealis im Sternbild Nördliche Krone sowie von den Zwergnovae U Geminorum im Sternbild Zwillinge und Z Camelopardalis im Sternbild Giraffe. An der Universität in Berlin-Mitte hörte er im Folgenden in den Fächern Astrophysik und Quantenmechanik.
Seine Dissertation erforderte zeitaufwendige Beobachtungen von unregelmäßig veränderlichen Sternen, wozu er jahrelang den Lichtverlauf von R Coronae Borealis und SS Cygni im Sternbild Schwan auf 850 Photoplatten aufnahm. Die Auswertung konnte er nicht mehr fertigstellen, da er schon zu Beginn des Zweiten Weltkriegs zum Wehrdienst verpflichtet wurde. Bei einem Arbeitsurlaub konnte er im Sommer 1943 bei Professor Cuno Hoffmeister an der Sternwarte Sonneberg in Thüringen weiterarbeiten.
Nach Kriegsende kehrte Hinderer unversehrt nach Berlin zurück, wo er 1946 als wissenschaftlicher Assistent mit der Verwaltung der Reste der Berliner Sternwarte beauftragt und 1949 schließlich beim Direktor des Astrophysikalischen Instituts Potsdam, Hans Kienle, promoviert wurde.
In den Folgejahren widmete Fritz Hinderer sich dem Wiederaufbau eines 31-Zentimeter-Refraktors und eines 52-Zentimeter-Spiegelteleskops sowie der Verbesserung eines Photometers. 1953 wurde er Mitglied der Astronomischen Gesellschaft. Da er als Einwohner von West-Berlin zunehmend politische Probleme bekam, in der Deutschen Demokratischen Republik zu arbeiten, nahm er 1957 ein Forschungsstipendium und 1958 einen Lehrauftrag an der Freien Universität Berlin an. Seine Habilitation von 1960 wurde vom Mathematiker Alexander Dinghas gefördert. 1963 wurde Hinderer Professor und Abteilungsleiter für Theoretische Astronomie und Himmelsmechanik am I. Mathematischen Institut der Freien Universität Berlin. Als erster und einziger Inhaber dieses Lehrstuhls beschäftigte er sich vorwiegend mit veränderlichen Sternen.
Hinderer hatte Kontakte zur Wilhelm-Foerster-Sternwarte in Berlin-Schöneberg, wo er zum Beispiel am Bamberg-Refraktor Praktika für seine Studierenden abhielt. Der Lehrstuhl für Astronomie an der Freien Universität Berlin und das Institut für Astrophysik an der Technischen Universität Berlin wurden nach Hinderers Emeritierung 1978 unter der Federführung von Roland Wielen zum Institut für Astronomie und Astrophysik an der Technischen Universität zusammengelegt. Erwin Sedlmayr wurde auf die durch die Emeritierung Hinderers freigewordene Professur berufen. Hinderer lehrte noch mehrere Jahre für beide Universitäten weiter.
Bis zu seinem Lebensende kümmerte er sich um das Grundstück mit der Ruine seines im Zweiten Weltkrieg zerstörten Elternhauses, der Villa Hinderer in Berlin-Steglitz, wo er im August 1991 auch starb.

## Ehrungen
Der 1934 von Karl Wilhelm Reinmuth entdeckte Asteroid (3404) Hinderer wurde auf Vorschlag von Lutz D. Schmadel 1992 nach Fritz Hinderer benannt.

## Veröffentlichungen (Auswahl)
- Spektralphotometrische Untersuchungen über den Veränderlichen SS Cygni, Verlag Beltz, Langensalza (1949), aus: Astronomische Nachrichten, Band 277, Nummer 5/6 sowie Freie Universität Berlin, Mathematisch-Naturwissenschaftliche Fakultät, Dissertation vom 27. Mai 1949
- Die neue lichtelektrische Messeinrichtung der Sternwarte Babelsberg, in: Zentralinstitut für Astrophysik. Sternwarte Babelsberg: Mitteilungen der Sternwarte Babelsberg der Deutschen Akademie der Wissenschaften zu Berlin – Sternwarte Babelsberg, Nummer 2, Berlin, Seiten 31 bis 47 (Wissenschaftliche Annalen 1954 Heft 8)
- Neue Deutsche Biographie
  - Berberich, Adolf Joseph. In: Neue Deutsche Biographie (NDB). Band 2, Duncker & Humblot, Berlin 1955, ISBN 3-428-00183-4, S. 62 (Digitalisat).
  - Bottlinger, Kurt Felix Ernst. In: Neue Deutsche Biographie (NDB). Band 2, Duncker & Humblot, Berlin 1955, ISBN 3-428-00183-4, S. 489 (Digitalisat).
  - Brendel, Martin. In: Neue Deutsche Biographie (NDB). Band 2, Duncker & Humblot, Berlin 1955, ISBN 3-428-00183-4, S. 584 (Digitalisat).
- Der Veränderliche ε Ursae Minoris, in: Mitteilungen der Sternwarte Babelsberg der Deutschen Akademie der Wissenschaften zu Berlin, Nummer 3 (1957)
- Lichtelektrische Untersuchungen an W Ursae Majoris-Sternen, Berlin, Journal des Observateurs. Volume 43, Nummer 11 (1960) sowie Freie Universität Berlin, Mathematisch-Naturwissenschaftliche Fakultät, Habilitationsschrift vom 11. Nov. 1960
- Entstehung und Entwicklung des Universums in: Laskowski, Wolfgang: Der Weg zum Menschen. Vom Urnebel zum Homo sapiens, Berlin, de Gruyter, 1968, Seite 13–39
- Hipparch in: Exempla historica, Epochen der Weltgeschichte in Biographien, Von den frühen Hochkulturen bis zum Hellenismus, Forscher und Gelehrte, Zürich, Kindler, 1971, 1985, Seite 201–232, ISBN 3-596-17005-2